# Cmentarz św. Jana w Norymberdze
Cmentarz św. Jana – najstarsza czynna nekropolia w Norymberdze. Pochowani są tutaj między innymi Wit Stwosz i Albrecht Dürer. Drugim cmentarzem norymberskim z czasów renesansu jest Cmentarz św. Rocha. Cmentarz św. Jana podlegał parafii św. Sebalda w północnej części miasta, a cmentarz św. Rocha parafii św. Wawrzyńca w południowej części miasta.